# Eugnathia albicostalis
Eugnathia albicostalis là một loài bướm đêm trong họ Erebidae.